# Lingula anatina
Lingula anatina Lamarck, 1801 è una specie di Brachiopodi appartenente alla famiglia Lingulidae.

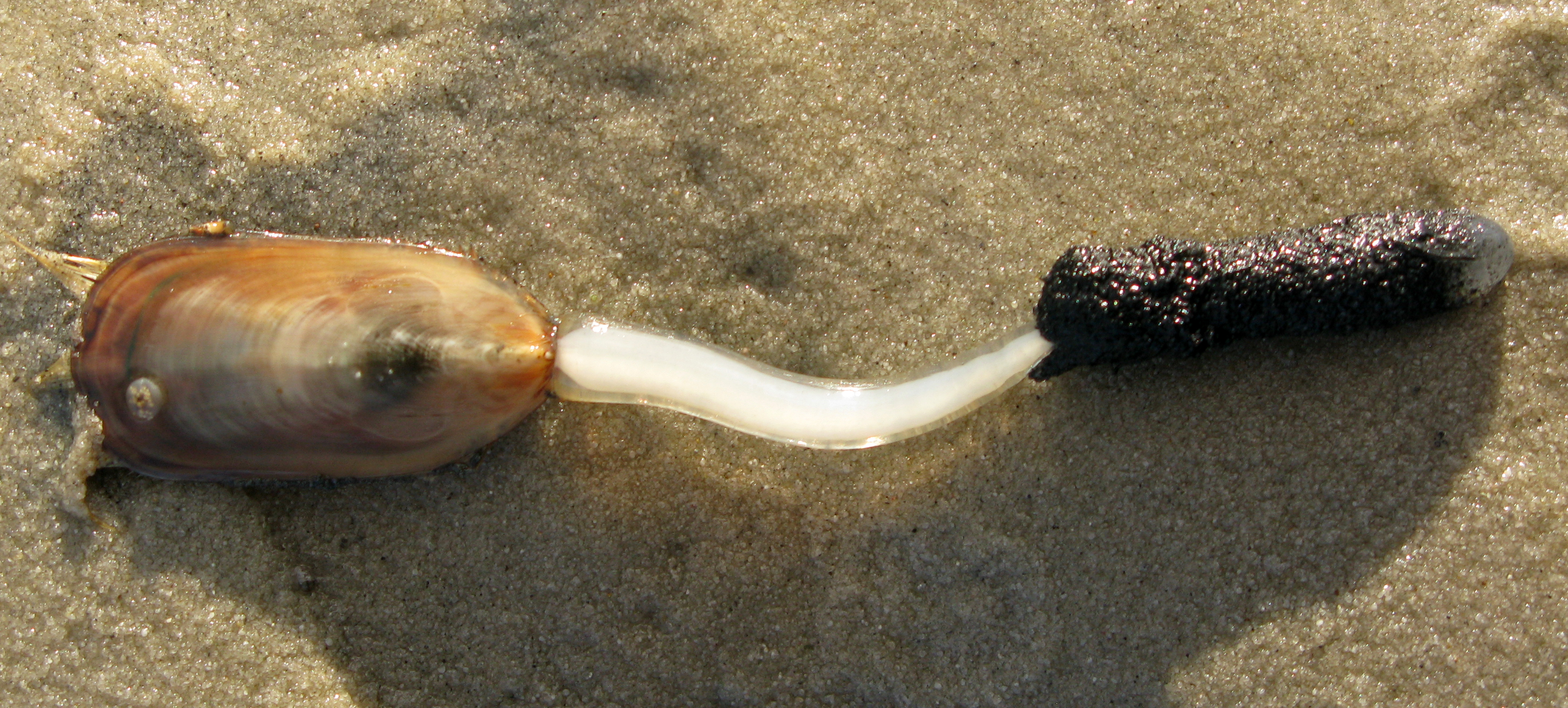
L. anatina

In Thailandia, dove è nota come hoi pak ped, la pesca della L. anatina è controllata.